# 温和保守主义
温和保守主义（英語：Moderate conservatism）是一种政治上偏向中间立场的保守主义，相较于古典保守主义要求更少。它可以进一步划分为多个子类型，例如自由保守主义。该术语主要用于那些政治阵营分为左翼自由派（意指社会自由主义者）与右翼保守派的国家，而不是那些左翼为社会民主主义者、右翼为其对立面的国家。在前一种类型的国家中，温和自由主义有时会与温和保守主义相对照。“温和保守主义”这个术语可用于描述多个国家的政治现象，例如美国、波兰、韩国和日本。